# Richia aphronus
Richia aphronus är en fjärilsart som beskrevs av Dyar 1910. Richia aphronus ingår i släktet Richia och familjen nattflyn. Inga underarter finns listade.